# 旧吉松家住宅
旧吉松家住宅（きゅうよしまつけじゅうたく）は、宮崎県串間市にある建築物。主屋など各建築物は1919年（大正8年）に上棟した。屋敷全体の構成がすべて現存している点が評価され、2008年（平成20年）12月2日には重要文化財に指定された。

## 吉松氏
戦国末期に秋月種長が福岡から高鍋藩に移封された際に付き従ったのが吉松氏であるとされる。幕末に日向串間の庄屋であった吉松氏は、吉松卓蔵（1838年-1920年）、吉松忠敬（卓蔵の息子、1865年-1937年）、吉松忠俊（忠敬の息子、1885年-1941年）の3代が材木商などを営んで財を成した。吉松卓蔵は戊辰戦争や西南戦争に従軍し、初代福島村長を務めた。吉松忠敬は北方村長や福島村長、宮崎県会議員、衆議院議員であった。吉松忠俊は福島町長や宮崎県会議員であった。

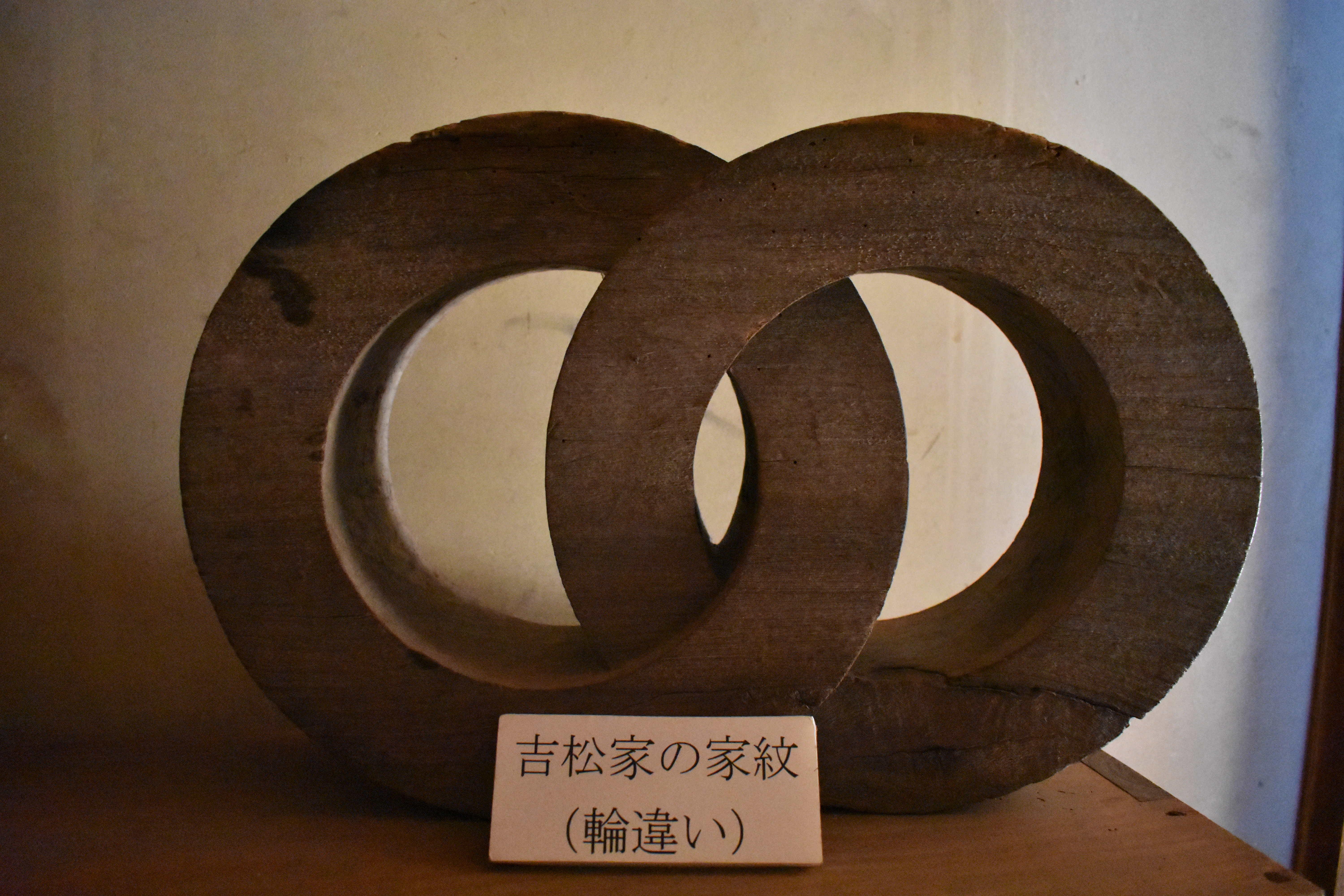
吉松家の家紋（輪違い）

## 歴史
座敷部、居室部、大広間部、離れ部、台所部、奥座敷部からなる吉松家住宅の主屋は、吉松卓蔵が亡くなる直前の1919年（大正8年）に上棟された。内蔵、物置、外風呂及び外蔵も同年の上棟である。
1985年（昭和60年）頃までは、吉松家の邸宅として使用され、その後は空家となっていた。2003年（平成15年）に串間市当局が吉松家から購入し、2004年（平成16年）2月17日には登録有形文化財に登録された。串間市は2007年（平成19年）4月9日に資料館として公開を開始し、2008年（平成20年）12月2日には重要文化財に指定された。

## 建築
旧吉松家住宅の石塀と表門は、薩摩東部の志布志に至る志布志街道に面している。敷地面積は950坪である。
木造一部2階建ての主屋は大規模な近代和風建築であり、随所に洗練された意匠が凝らされている。また、主屋に加えて内蔵、物置、外風呂、外蔵など屋敷全体の構成がすべて現存している点も評価されている。
主屋の廊下の窓ガラスは、職人の手仕事による板ガラスである。外壁の白壁（漆喰）とは対照的に、内装には黒壁（砂鉄）が多用されており、シックかつモダンな雰囲気を醸し出している。廊下の梁には長さ10メートルを超える一本材が用いられている。土間には炊事場や農機具が展示されており、水汲み用の井戸もある。基本的には近代和風建築であるが、応接間の窓枠や照明は洋風である。
建物内では工芸品の展示会、書道展、写真展などが開催されることもある。毎年3月には「吉松邸ひなまつり」が開催される。

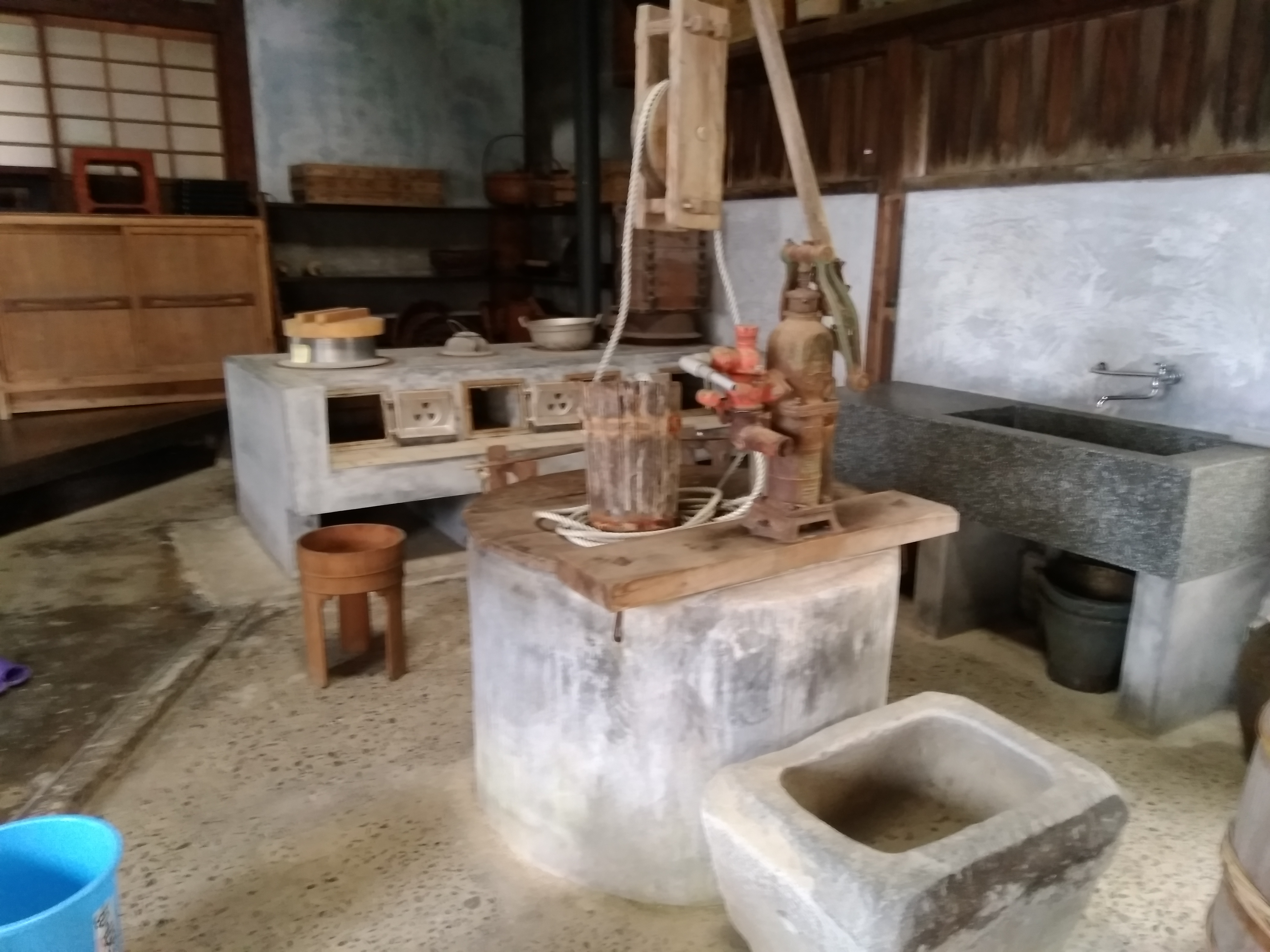
台所。土間に井戸がある。
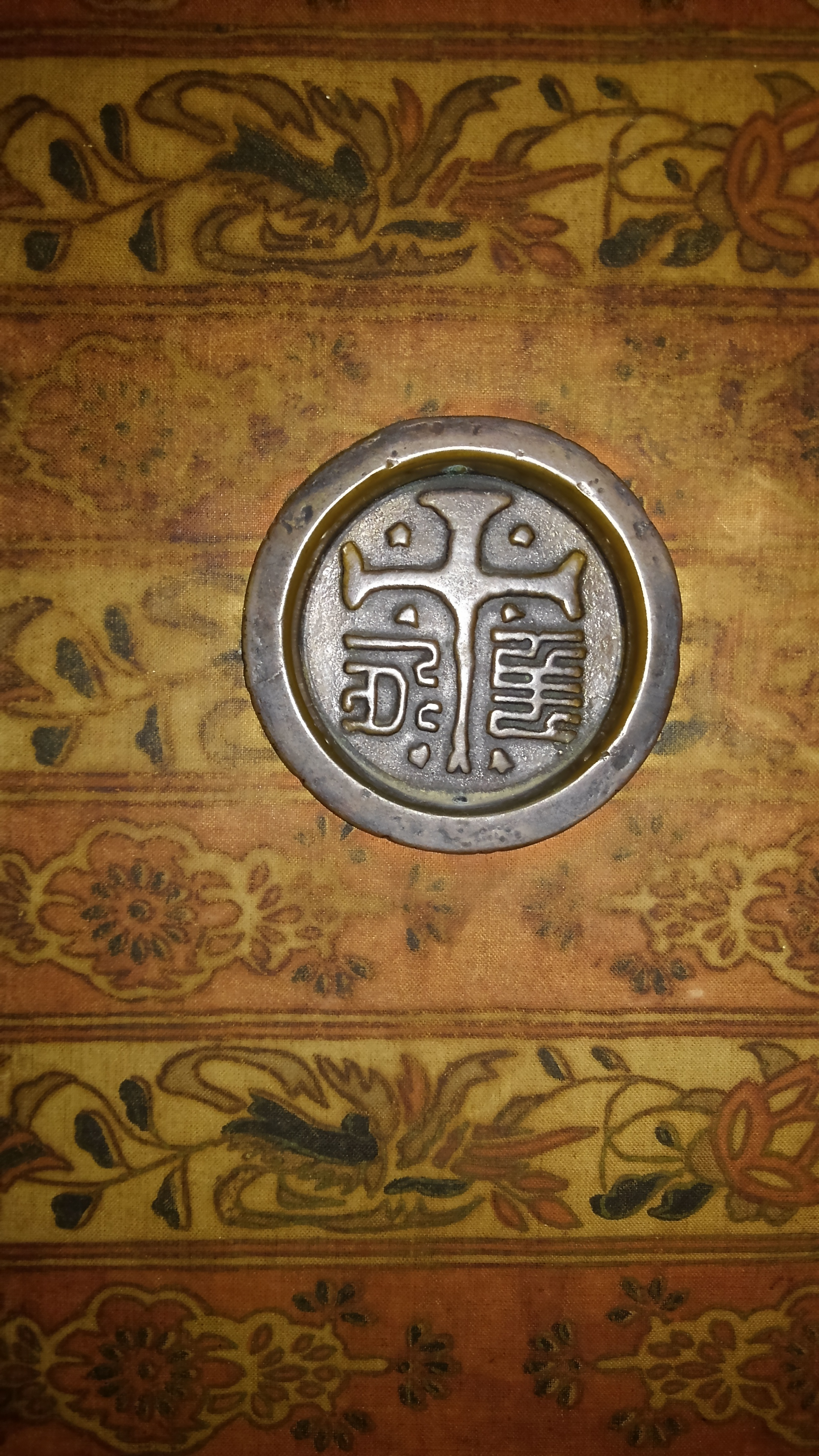
襖の引き手。
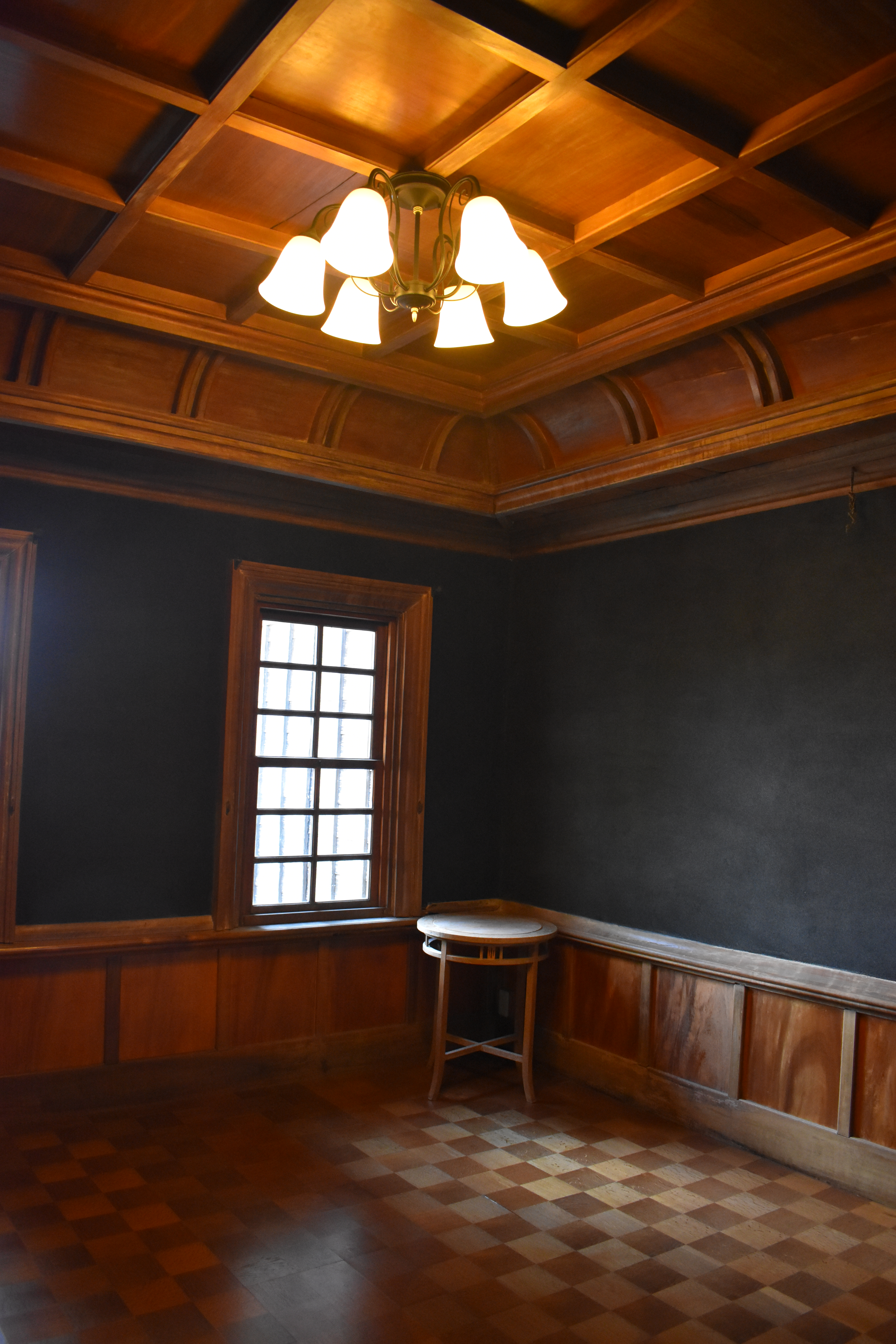
洋間。
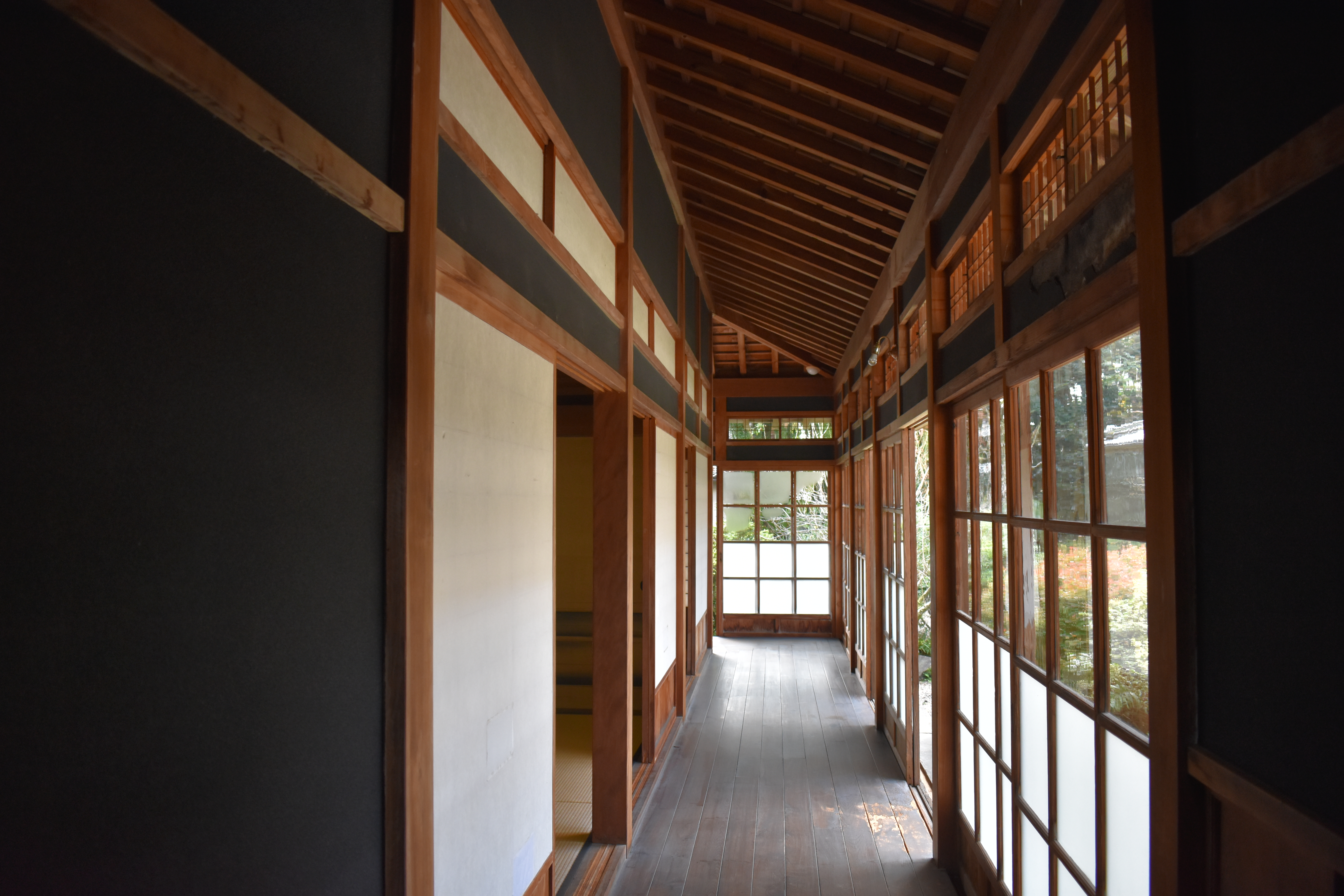
廊下。
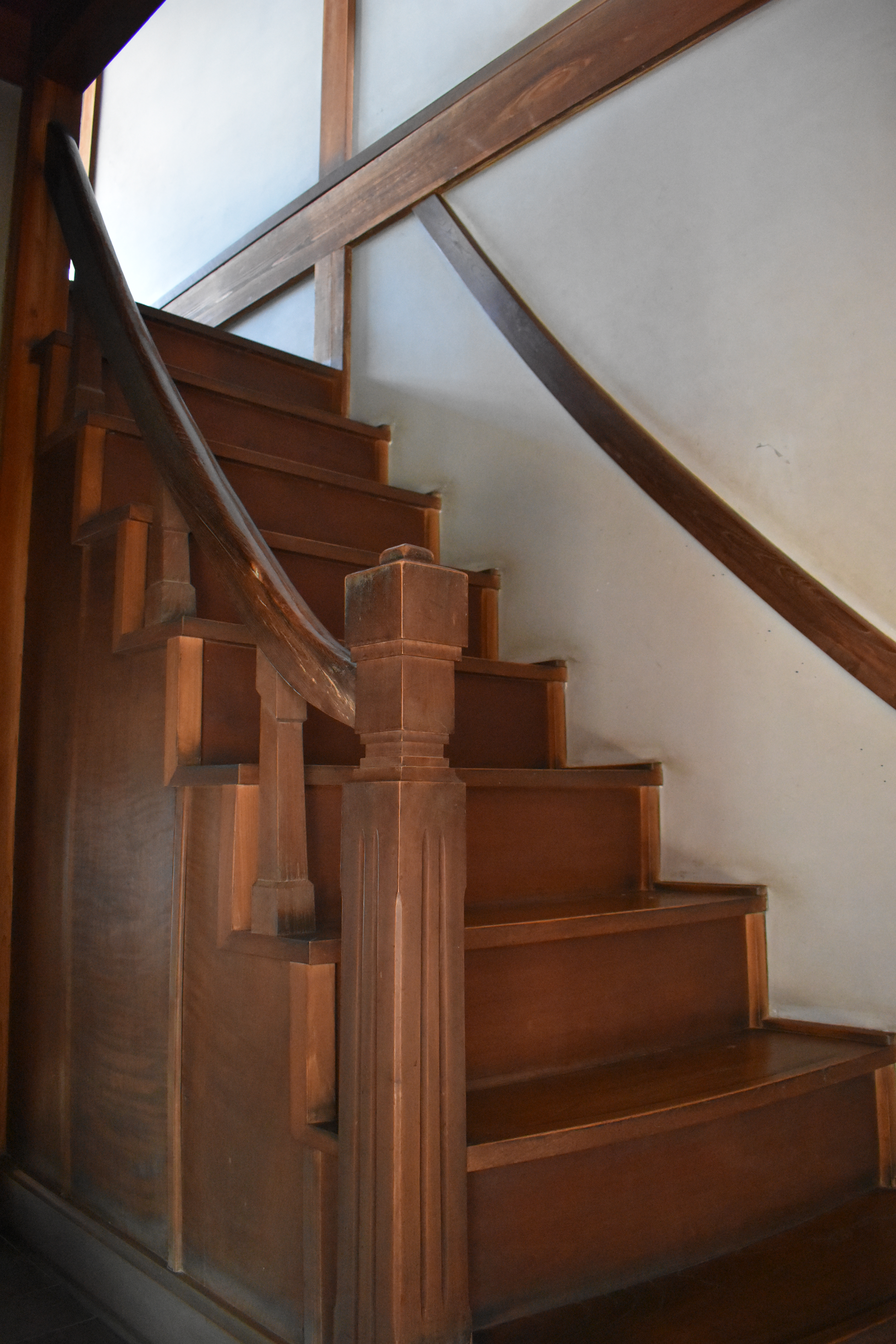
階段。

## 玄関板戸絵
1921(大正10)年から1922(大正11年)にかけて、鹿児島在住の画家・今井玉芳によって描かれた。
旧吉松家の裏手にある愛宕山の竹林がモチーフになっており、三方全面に春の竹林の風景が描かれており、その中で雀の遊ぶ姿が見られる。

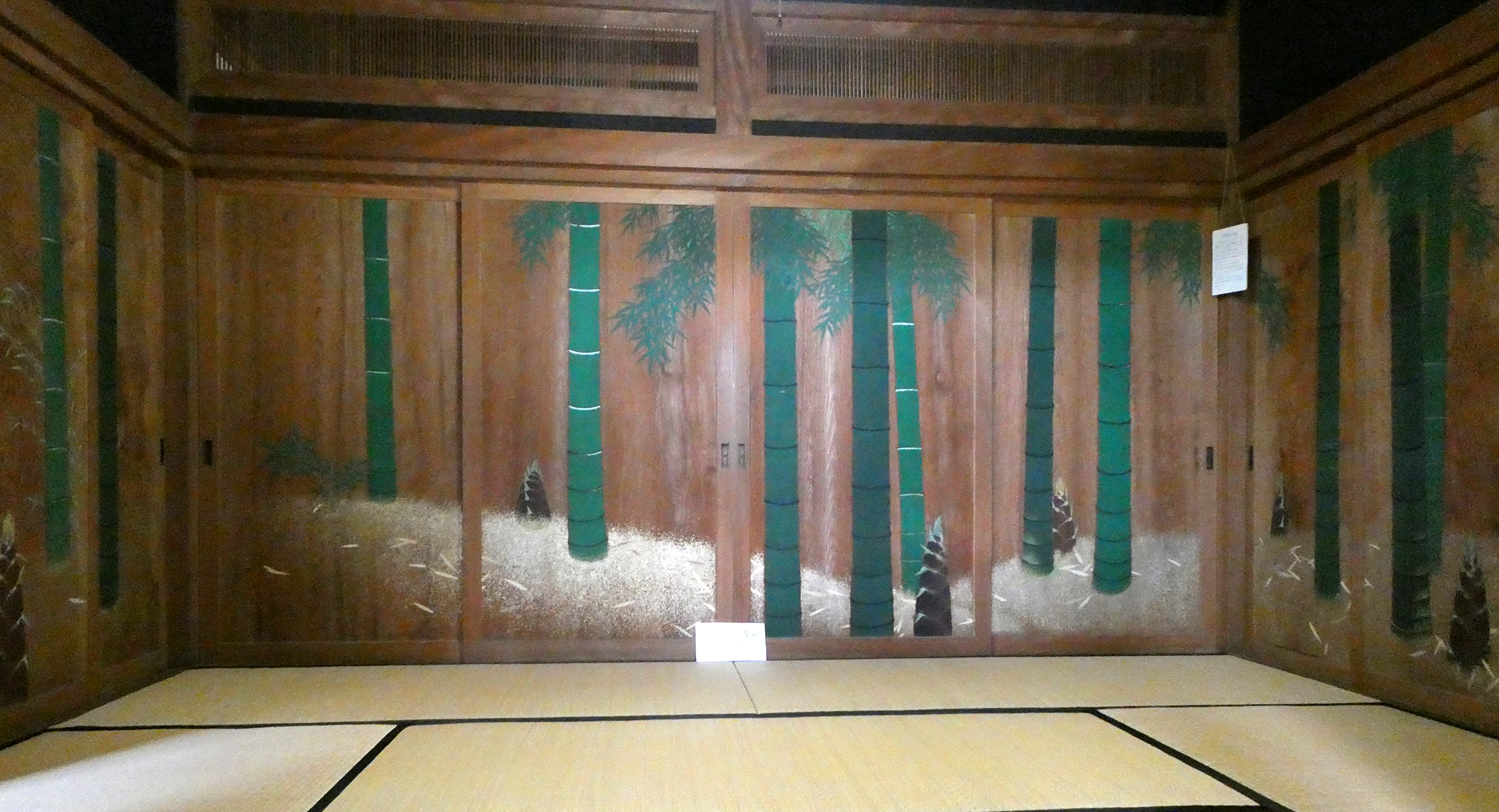
旧吉松家住宅玄関の間の板戸絵
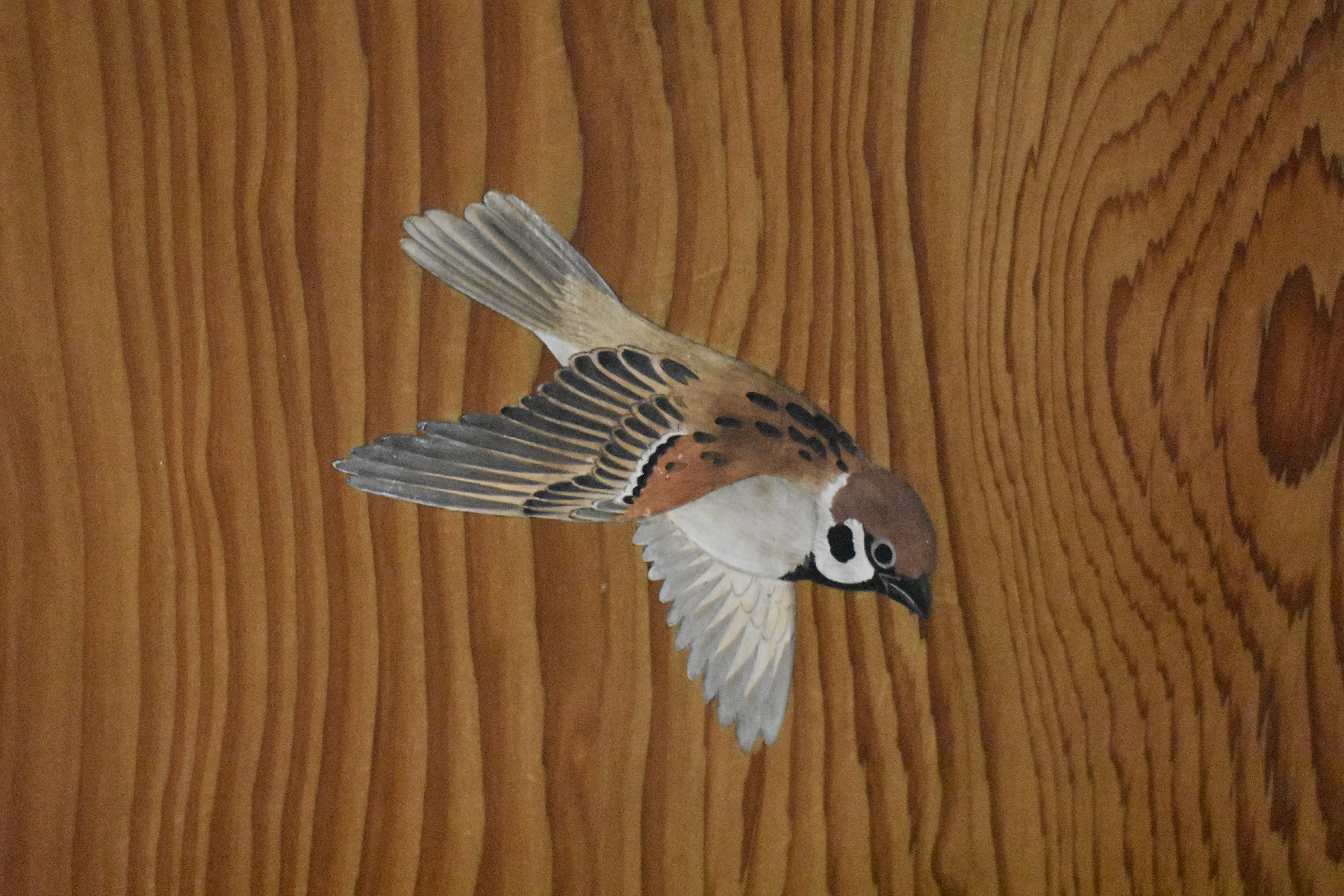
板戸絵に描かれた雀

## 文化財
以下の建造物5棟及び土地が「旧吉松家住宅」の名称で国の重要文化財に指定されている。
- 主屋（座敷部、居室部、大広間部、離れ部、台所部、奥座敷部より成る）
- 内蔵
- 物置
- 外風呂
- 外蔵
- 土地（宅地、山林及び雑種地）2,874.10平方メートル（表門、愛宕門、井戸、石段、石塀及び石垣を含む）

## 利用案内
- 開館時間 : 9時 - 17時[11]
- 休館日 : 毎週火曜日、祝日の翌日、年末年始[11]
- 入場料 : 無料[11]
- アクセス : JR日南線串間駅より徒歩5分[11]